# The Windward Anchor
Pour plus de détails, voir Fiche technique et Distribution.
The Windward Anchor (littéralement, L'Ancre au vent) est un film muet américain réalisé par Lynn Reynolds, sorti en 1916.

## Fiche technique
- Titre : The Windward Anchor
- Réalisation : Lynn Reynolds
- Scénario : Lynn Reynolds
- Producteur : Carl Laemmle
- Société de production :  Universal Film Manufacturing Company
- Société de distribution :  Universal Film Manufacturing Company
- Pays d'origine :  États-Unis
- Langue : film muet avec les intertitres en anglais
- Métrage : 300 m (1 bobine)
- Format : Noir et blanc — 35 mm — 1,33:1 — Muet
- Genre : Film dramatique
- Durée : 10 minutes
- Dates de sortie : 
  -  États-Unis : 8 mars 1916

## Distribution
- Frank Newburg : Mr. Jamison
- Myrtle Gonzalez : Mme Jamison
- Antrim Short (en) :